# توماس سميث (لاعب كريكت)
توماس سميث (بالإنجليزية: Thomas Smith)‏ (19 سبتمبر 1898 - 6 مارس 1926) هو لاعب كريكت أسترالي.

## وصلات خارجية
- توماس سميث على موقع إي آس بي آن كريك إنفو (الإنجليزية)